# Sekeladi
Sekeladi is een bestuurslaag in het regentschap Rokan Hilir van de provincie Riau, Indonesië. Sekeladi telt 2548 inwoners (volkstelling 2010).